# Juan Cardozo
Juan José Cardozo López, noto anche con lo pseudonimo di Juanjo Cardozo (Caaguazú, 20 febbraio 2004), è un calciatore paraguaiano, centrocampista dell'Argentinos Juniors.

## Carriera

### Club
Cardozo è cresciuto nel settore giovanile dell'Argentinos Juniors, con cui ha firmato il primo contratto professionistico nel 2022. Ha debuttato il 6 marzo 2024 nell'incontro di Copa de la Liga Profesional vinto 2-0 contro il Gimnasia (LP).

### Nazionale
Ha giocato nelle nazionali giovanili paraguaiane Under-16 ed Under-23.

## Statistiche

### Presenze e reti nei club
Statistiche aggiornate al 2 marzo 2025.
| Stagione        | Squadra            | Campionato      | Campionato | Campionato | Coppe nazionali | Coppe nazionali | Coppe nazionali | Coppe continentali | Coppe continentali | Coppe continentali | Altre coppe | Altre coppe | Altre coppe | Totale | Totale | Totale |
| Stagione        | Squadra            | Comp            | Pres       | Reti       | Comp            | Pres            | Reti            | Comp               | Pres               | Reti               | Comp        | Pres        | Reti        | Pres   | Reti   |        |
| --------------- | ------------------ | --------------- | ---------- | ---------- | --------------- | --------------- | --------------- | ------------------ | ------------------ | ------------------ | ----------- | ----------- | ----------- | ------ | ------ | ------ |
| 2024            | Argentinos Juniors | PD              | 6          | 0          | CA+CdL          | 2+1             | 0               | CS                 | 3                  | 0                  | -           | -           | -           | 12     | 0      |        |
| 2025            | Argentinos Juniors | PD              | 1          | 0          | CA              | 0               | 0               | -                  | -                  | -                  | -           | -           | -           | 1      | 0      |        |
| Totale carriera | Totale carriera    | Totale carriera | 7          | 0          |                 | 3               | 0               |                    | 3                  | 0                  |             | -           | -           | 13     | 0      |        |